# Das Geheimnis der zwei Schwestern
Das Geheimnis der zwei Schwestern ist ein französisch-belgischer Spielfilm von Rebecca Zlotowski aus dem Jahr 2016.

## Handlung
Paris im Jahr 1943: Laura arbeitet als Garderobiere und trifft hier Eva wieder. Beide kennen sich aus der Vorkriegszeit und erinnern sich an frühere Zeiten. Einige Jahre zuvor kommen Laura und ihre kleine Schwester Kate aus Amerika nach Paris. Kate hat die Gabe, mit den Toten zu kommunizieren, und beide halten spirituelle Sitzungen vor großem Publikum oder auch Privatpersonen ab. Ihr erster Kunde, der eine private spirituelle Sitzung wünscht, ist Filmproduzent André Korben. Während der Sitzung in seinem Haus hat Korben plötzlich das Gefühl, von einem Mann erwürgt zu werden. Laura bricht die Séance ab. Korben behauptet, der Mann im Ledermantel sei sein Bruder gewesen.
Die Filmbranche liegt darnieder und Korben verspricht bei der Mitgliederversammlung seiner Firma Erfolg durch Innovation. Er hat die Idee, eine Séance mit Kate und Laura zu filmen und dabei den herbeigerufenen Geist im Bild einzufangen, was eine Sensation wäre. Laura und Kate ziehen zu Korben. Die Dreharbeiten der Séance misslingen, doch fällt Korben und seinem Regisseur Servier auf, dass die Kamera Laura liebt. Sie ist zwar kein Medium, wird jedoch für einen neuen Film Serviers als Schauspielerin engagiert. Sie soll ein Medium spielen und die Filmwerbung sie schließlich als echtes Medium präsentieren. Auf einer Feier treffen Laura und Kate auf Eva, die dem Spirituellen nichts abgewinnen kann, jedoch mit Korben flirtet. Zudem treffen Laura und Kate hier auf Professor Ulé, der das Metaphysische untersucht. Die Feier endet in einer Schneeballschlacht.
Korben verfällt immer mehr Lauras Können und führt mit ihr zahlreiche private Einzelséancen durch. Er will herausbekommen, wer der fremde Mann ist, dem er in den Séancen begegnet. Unterdessen ändern sich die Zeiten, die Fremdenfeindlichkeit im Land nimmt zu. Laura fährt mit Servier zu Dreharbeiten am Meer und begegnet unter den Schauspielern des Films immer mehr Antisemiten. Es kursieren Gerüchte, dass Korben in Wirklichkeit Jude ist. Laura, die zu ihm hält, wird als „Hure des Juden“ beschimpft. Korben versucht unterdessen in Paris weiter, den Geist der Séance auf die Leinwand zu bringen. Unter wissenschaftlichen Bedingungen führt er im Institut von Professor Ulé Séancen mit Kate durch und kann schließlich erkennen, dass der fremde Mann in Wirklichkeit sein einst plötzlich verschwundener Vater ist. Auf dem Film sieht er zudem eine Erscheinung, die die Mitinhaber der Filmproduktionsfirma jedoch nicht erkennen können. Servier wirft ihm vor, jeden Realitätssinn verloren zu haben.
Laura erkennt, dass es Kate immer schlechter geht, und beschließt, die Séancen einzustellen. Kate bricht schließlich zusammen und erhält die Nachricht, dass sie Leukämie hat. Sie sieht die Diagnose als folgerichtig, da vorherbestimmt ist, dass sie mit den Toten zusammentreffen muss. Korben wird von seinen Kollegen der Veruntreuung von Geldern angeklagt; er soll zurücktreten. Da er Pole ist und eigentlich Korbinski heißt, stehen die Angestellten der Filmproduktionsfirma ihm besonders ablehnend gegenüber. Korben wird verhaftet und versucht vergeblich, über Laura in Kontakt mit dem Justizminister zu gelangen, um die Fehlentscheidung zu revidieren. Kate wird unterdessen in eine Klinik in Biarritz gebracht. Beim Prozess gegen Korben im Jahr 1941 bemerkt dieser, dass alles mitgefilmt wird, und bricht zusammen.
Paris 1943: Laura berichtet Eva, dass Korben nach dem Prozess vor zwei Jahren nach Osten verschickt wurde. Was aus ihm geworden ist, weiß niemand. Kate ist im vorherigen Winter verstorben. Eva teilt Laura mit, dass Servier nach ihr gesucht hat und sie für seinen nächsten Film engagieren will. Laura nimmt an.

## Produktion
Das Geheimnis der zwei Schwestern war nach Grand central und Belle épine der dritte Film, bei dem Rebecca Zlotowski Regie führte. Sie verfasste auch das Drehbuch. Inspiration erhielt sie durch die wahre Geschichte der drei amerikanischen Schwestern Fox, die Ende des 19. Jahrhunderts mit Séancen populär wurden. Die Figur des Produzenten André Korben basiert lose auf Leben und Werk von Bernard Natan. Er wurde in Paris und Antony (Villa Prunet) gedreht. Die Kostüme schuf Anaïs Romand, die Filmbauten stammen von Katia Wyszkop.
Das Geheimnis der zwei Schwestern erlebte am 8. September 2016 im Rahmen der Internationalen Filmfestspiele von Venedig seine Premiere und war zwei Tage später auf dem Toronto International Film Festival zu sehen. Am 29. Oktober 2016 wurde er auf der Viennale gezeigt und lief am 16. November 2016 in den französischen Kinos an. Die deutsche DVD und Blu-ray Disc ist seit dem 24. Mai 2018 verfügbar.

## Auszeichnungen
Beim Prix Lumières erhielt Planetarium 2017 eine Nominierung in der Kategorie Beste Filmmusik. Katia Wyszkop wurde 2017 für einen César in der Kategorie Bestes Szenenbild nominiert.